# .334 OKH
El .334 OKH (O'Neil, Keith, Hopkins) es un cartucho metálico diseñado por Charles O'Neil, Elmer Keith y Don Hopkis en 1947, con fines cinegéticos a partir del casquillo del .300 Holland & Holland Magnum.

## Historia
En 1947, Charles O'Neil, Elmer Keith y Don Hopkins, desarrollaron el .334 OKH, el cual dispara proyectiles del mismo diámetro que el .333 OKH, pero desde un casquillo que permite una mayor carga de pólvora, resultando en una trayectoria más plana y mayor energía. Sin embargo, el .334 OKH, a diferencia de su predecesor, requería de un mecanismo de cerrojo de longitud magnum largo, que significó el desarrollo de rifles más grandes y pesados.
Para fines de la década de los años 1950, Winchester lanzó al mercado el .338 Winchester Magnum, que ofrece una performance similar al .334 OKH, pero en un mecanismo de longitud estándar, similar al .270 Win o el .30-06 Sprg, además de producirlos en el rifle Wincheste Modelo 70, de producción masiva, eclipsándolo.

## Diseño y performance
El .334 OKH, se basa en el casquillo del .300 H&H Magnum, el cual es un belted magnum al que se le aumentó el diámetro del cuello para alojar proyectiles de .338" de diámetro y a los rifles se les enroscaron cañones capaces de estabilizar proyectiles de entre 200 y 300 granos. El aumento en la capacidad de pólvora resultó en 200 pies por segundo más con respecto al .333 OKH con proyectiles de similares calibres, lo que significó mayor alcance.

## Uso deportivo
Debido a que la performance del .334 OKH es muy similar a la del .338 Winchester Magnum, es capaz de replicar a este último, el cual es probablemente el calibre más popular entre cazadores de wapiti en la actualidad.